# Spoorlijn Bulle - Broc-Fabrique
De spoorlijn Bulle - Broc-Fabrique is een Zwitserse spoorlijn van de voormalige onderneming Chemins de fer électriques de la Gruyère (afgekort: CEG) gelegen in kanton Fribourg. De CEG ontstond in door 1907 een fusie van de Chemin de fer Châtel–Palézieux (CP) en de Chemin de fer Châtel–Bulle–Montbovon (CBM).

## Geschiedenis
Het door de Chemins de fer électriques de la Gruyère (CEG) gebouwde metersporige traject van Bulle naar Broc en de chocoladefabriek Cailler (tegenwoordig bekend als Nestlé) werd in 1912 geopend.
Het oorspronkelijke traject zou doorlopen naar Fribourg maar dit werd wegens het uitbreken van de Eerste Wereldoorlog niet gerealiseerd.

## Goederenvervoer
In Bulle bevindt zich een installatie om goederenwagens van het traject uit Romont op rolbokken te plaatsen voor het goederenvervoer, met als belangrijkste klant Nestlé in Broc-Fabrique.

## Fusie
De Chemins de fer électriques de la Gruyère (CEG) fuseerde op 1 januari 1942 met de Chemin de fer Bulle–Romont (BR) en de Chemin de fer Fribourg–Morat–Anet (FMA) en gingen verder onder de naam Chemins de fer Gruyère–Fribourg–Morat (GFM).
De GFM had geen invloed op de bedrijfsvoering van de voormalige FMA.
Op 1 januari 2000 fuseerden Compagnie des Chemins de fer fribourgeois (Gruyère–Fribourg–Morat / GFM) en de Transport en commun de Fribourg (TF) en gingen samen verder onder de naam Transports publics Fribourgeois (TPF).

## Trajecten
- Spoorlijn Châtel-St-Denis - Palézieux
- Spoorlijn Châtel-St-Denis - Bulle - Montbovon